# Cyrus S. Eaton
Cyrus Stephen Eaton Sr. (27 de diciembre de 1883-9 de mayo de 1979) fue un banquero de inversiones, hombre de negocios y filántropo canadoestadounidense de radicado en Cleveland, con una carrera empresarial que abarcó setenta años.
Durante décadas, Eaton fue uno de los financieros más poderosos del medio oeste de Estados Unidos, y se convirtió en una figura atípica y a menudo controvertida. Era conocido principalmente por su longevidad en los negocios, por su oposición al dominio de los financieros orientales en la América de su época, por sus manipulaciones financieras ocasionalmente despiadadas, por su pasión por la paz mundial y por su crítica abierta a la política de los Estados Unidos durante la Guerra Fría. Financió y ayudó a organizar la primera Conferencia Pugwash sobre la paz mundial, en 1957. Escribió numerosos artículos y ensayos sobre temas políticos y económicos, como "Banca de inversión", "Competencia o decadencia", "Racionalismo versus Rockefeller" y "Aspectos capitalistas del trabajo".

## Semblanza
Eaton nació en 1883 en una granja cerca del pueblo canadiense de Pugwash, en el Condado de Cumberland (Nueva Escocia). Además de la agricultura, su padre, Joseph Howe Eaton, dirigía un pequeño almacén con una tienda y la oficina de correos del distrito. El tío de Cyrus era Charles Aubrey Eaton, quien dirigía una congregación de Cleveland que incluía a John D. Rockefeller Sr. y a su esposa, a quienes Cyrus Eaton conoció en 1901 cuando tenía 17 años, y que luego se convertirían en sus mentores, después de que Rockefeller contratara al joven Eaton para que trabajara de mensajero en su sala de telégrafo privada.
Eaton dejó Nueva Escocia en 1899 para asistir al Woodstock College, una escuela preparatoria afiliada a la congregación baptista en Woodstock (Ontario). Posteriormente se matriculó en la Universidad McMaster, también vinculada a los baptistas, entonces ubicada en Toronto, donde estudió filosofía y finanzas, con la intención de convertirse en ministro de la iglesia baptista. Obtuvo su licenciatura en artes en 1905 con la especialización en filosofía.

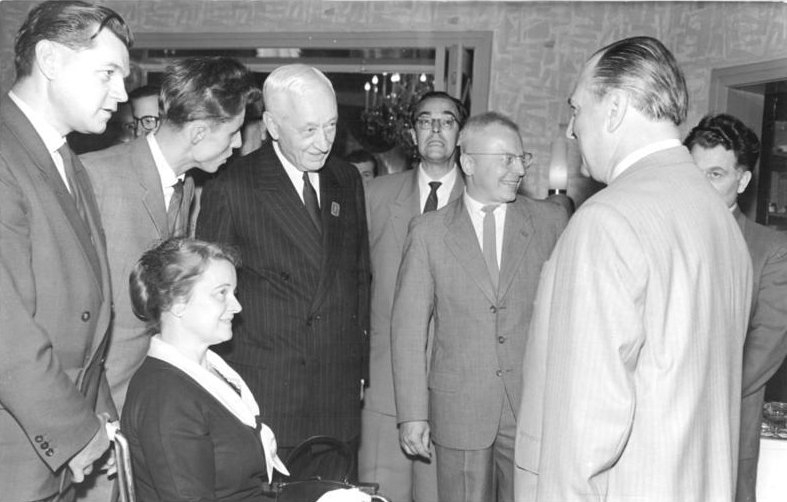
Cyrus Eaton en Leipzig, Alemania (junio de 1960)

Después de graduarse en la Universidad McMaster, se mudó a Cleveland y comenzó a trabajar para la East Ohio Gas Company, uno de los muchos negocios asociados con John D. Rockefeller. Después de trabajar en la compañía durante dos años, estableció su propio negocio en 1907, desarrollando servicios de gas que en ese momento estaban relativamente poco desarrollados y no consolidados en Canadá. Logró obtener franquicias de gas natural en Manitoba (Canadá), en representación de un grupo de inversores de Nueva York. Sin embargo, la asociación no pudo completar su financiación y quebró. Sin embargo, el gobierno de Manitoba quedó lo suficientemente impresionado como para permitir que Eaton conservara las franquicias, de manera que pudo formar una nueva sociedad de cartera, la Canada Gas & Electric Corp, que luego se consolidó en Continental Gas & Electric Corp. en 1913.
Después de pasar varios años viajando, Eaton se instaló en Cleveland en 1913 y participó activamente en muchos negocios. Se unió a la firma bancaria Otis & Co. en 1916. En 1926 estableció un vehículo de inversión organizado como Continental Shares, Inc., un fideicomiso cerrado. En 1927 formó Republic Steel, la tercera empresa siderúrgica más grande de Estados Unidos. Su negocio tenía una estructura compleja, que algunos consideraban demasiado apalancada. Su riqueza en 1929 se estimaba en 100 millones de dólares, la mayor parte de los cuales se perdieron en la Gran Depresión.
Eaton reconstruyó su fortuna en las décadas de 1940 y 1950, convirtiéndose en director (1943) y luego presidente de la junta (1954) del Ferrocarril de Chesapeake y Ohio; y también presidente de la junta de West Kentucky Coal Co. (1953).

## Tower International
En 1954, los Estados Unidos estaban en plena efervescencia anticomunista durante el Macartismo. Con el fin de surtir de mineral de cromo a las acerías de Republic Steel en Cleveland, un material principalmente procedente de la República Socialista Soviética de Kazajistán en la Unión Soviética, el hijo de Eaton, Cyrus Eaton Jr., estableció la firma canadiense Tower International en Montreal, dado que el comercio directo entre Estados Unidos y la Unión Soviética era por entonces impensable. A principios de la década de 1960, Tower International propuso construir numerosos edificios en el centro de Moscú, incluidos cuatro rascacielos que albergarían el Centro de Comercio Internacional, un campo de golf de dieciocho hoyos, un hotel de 600 habitaciones, un centro de conferencias de 2000 asientos, numerosos restaurantes, apartamentos para extranjeros y un complejo de oficinas. A principios de 1969, Armand Hammer obtuvo el control de Tower International a cambio de que su compañía, la Occidental Petroleum Corporation, asumiera las deudas de Tower International y de que Eaton recibiera el 45 % de las ganancias de los proyectos futuros de Tower International. En julio de 1972, el mago financiero de Armand Hammer, Dorman Commons, quien era el director financiero de Occidental Petroleum en Los Ángeles, estimó que el proyecto del Centro de Comercio Internacional de Moscú costaría 100 millones de dólares y sería un completo fracaso si la détente (el deshielo entre americanos y rusos) fracasara. El 31 de julio de 1972, Commons se lo hizo saber a Hammer, quien lo despidió al día siguiente. En julio de 1972, durante el periodo de distensión internacional que se estaba viviendo, Armand Hammer había negociado un acuerdo de veinte años con el máximo mandatario de la Unión Soviética, Leonid Brézhnev, que fue firmado por Hammer en abril de 1973, por el que las empresas controladas por Hammer Occidental Petroleum y Tower International exportarían a la Unión Soviética, y más tarde a Rusia, fosfatos, que Occidental extraía en el norte de Florida, a cambio de que la Unión Soviética, y más tarde Rusia, exportaran a las empresas de Hammer gas natural, que se convertiría en amoníaco, potasa y urea. Este acuerdo sobre fertilizantes se mantendría hasta el cumpleaños número 100 de Hammer en 1998. El puerto de Jacksonville (Florida) canalizó todo el movimiento comercial resultante de esta operación.

## Muerte
Eaton había estado casado dos veces, la primera en 1907 con Margaret House (1887-1956), y la segunda en 1957 con Anne Kinder Jones (1922-1992). Tuvo siete hijos: Margaret Grace, Mary Adelle, Elizabeth Ann, Anna Bishop, Cyrus S. Jr., Augusta Farlee y MacPherson. Murió el 9 de mayo de 1979 en su casa, Acadia Farm, en Northfield, Ohio, y sus cenizas fueron enterradas en Blandford, Nueva Escocia.

## Filantropía

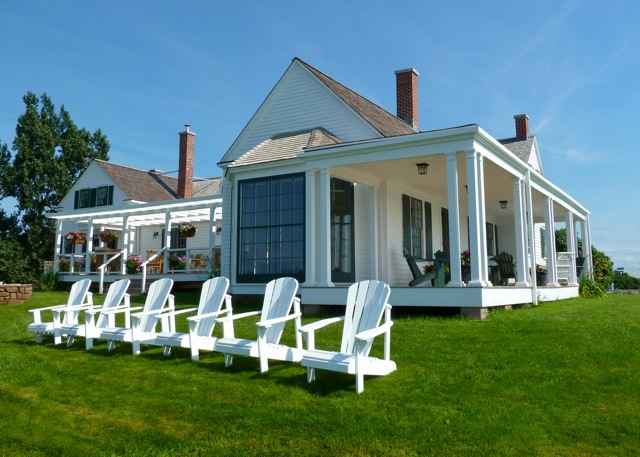
Thinkers' Lodge, Pugwash, Nueva Escocia, Canadá; lugar de la primera conferencia Pugwash en 1957

- En 1920, Eaton fundó Museo de Historia Natural de Cleveland.[4]

- El Manifiesto Russell-Einstein fue emitido en Londres el 9 de julio de 1955 por Bertrand Russell en plena Guerra Fría. Destacaba los peligros que planteaban las armas nucleares y pidió a los líderes mundiales que buscasen soluciones pacíficas a los conflictos internacionales. Entre los firmantes figuraban once destacados intelectuales y científicos, incluido Albert Einstein, que lo rubricó pocos días antes de su muerte, el 18 de abril de 1955. Unos días después de hacerse público, el filántropo Eaton se ofreció a patrocinar una conferencia, solicitada en el manifiesto, en Pugwash (Nueva Escocia), lugar de nacimiento de Eaton. Esta conferencia iba a ser la primera de las Conferencias de Pugwash, celebrada en julio de 1957.

- Además del apoyo financiero para las Conferencias de Pugwash, Eaton dio dinero para apoyar la educación en Nueva Escocia, particularmente en Pugwash y para la Universidad de Acadia. Apoyó el establecimiento de un santuario de caza en Nueva Escocia en la península de Aspotogan (su casa de verano estaba en Blandford (Nueva Escocia), donde enterraron sus cenizas. Donó dinero para las puertas de la iglesia St. Bartholmus en Blandford y 12 acres (4,9 hectáreas) de tierra en Northfield (Ohio), para la Escuela Primaria Lee Eaton, nombrada en memoria de su hija. También fue patrocinador financiero de la Universidad McMaster, de la Asociación Cristiana de Mujeres Jóvenes, del Museo de Historia Natural de Cleveland y de la Universidad Case de la Reserva Occidental. A su muerte en 1979, su propiedad de Blandford fue comprada por un grupo de empresarios de Alemania. Su casa de verano fue destruida por un incendio en 2015.

## Reconocimientos

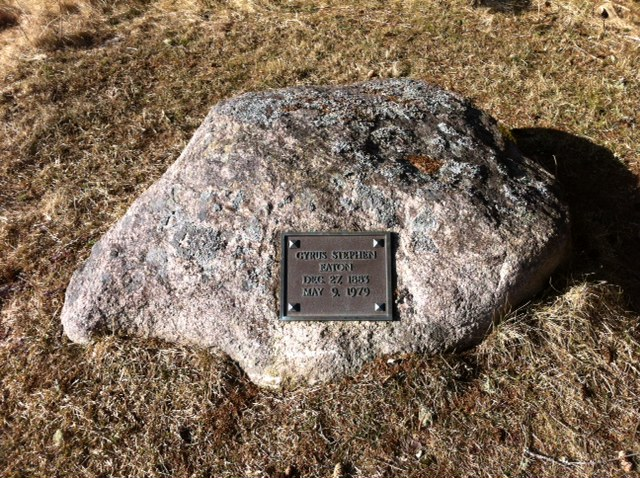
Tumba con las cenizas de Cyrus Eaton en Deep Cove, Nueva Escocia

- Los esfuerzos de Eaton en la década de 1950 por acercarse al Unión Soviética le valieron el Premio Lenin de la Paz de 1960. Fue elegido miembro de Academia Estadounidense de las Artes y las Ciencias en 1958 y recibió un título honorífico de la Universidad Estatal de Bowling Green en 1969. Las Conferencias Pugwash y su presidente, Józef Rotblat, recibieron el Premio Nobel de la Paz en 1995.
- La Escuela Primaria Cyrus Eaton, Pugwash, Nueva Escocia, lleva su nombre.
- Así mismo, la Escuela Primaria Lee Eaton, de Northfield Village, Ohio, está construida sobre doce acres de tierra donados por Cyrus Eaton en memoria de su primera hija, Margret G. Eaton, también conocida como Lee por la familia.
- La cineasta Carol Moore-Ede rodo un documental sobre Eaton en 1977 titulado The Prophet from Pugwash.[16]

## Lecturas relacionadas
- Gleiser, Marcus,  The World of Cyrus Eaton Kent State University Press, 2010; a biography, first 	published in 1966.
- Gibson, M. Allen, Beautiful Upon the Mountain: A Portrait of Cyrus Eaton Lancelot Press, Windsor, Nova Scotia, 1977.
- Portada de la revista Time del 24 de febrero de 1930.

- Datos: Q593304
- Multimedia: Cyrus S. Eaton / Q593304